# La clemenza di Tito (Metastasio)
La clemenza di Tito è un libretto d'opera (dramma per musica) in tre atti di Pietro Metastasio rappresentato la prima volta in Vienna il 4 novembre 1734 con la musica di Antonio Caldara; fu musicato successivamente da una quarantina di compositori.

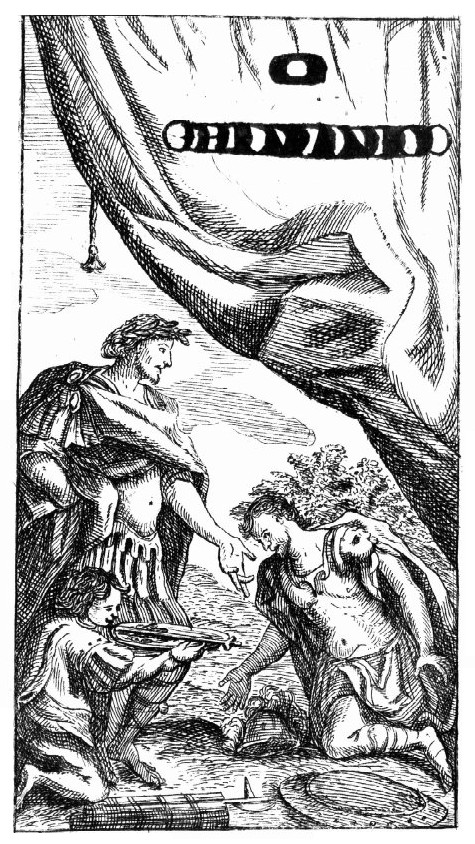
Frontespizio de La clemenza di Tito, musicato da Leonardo Leo (1735)

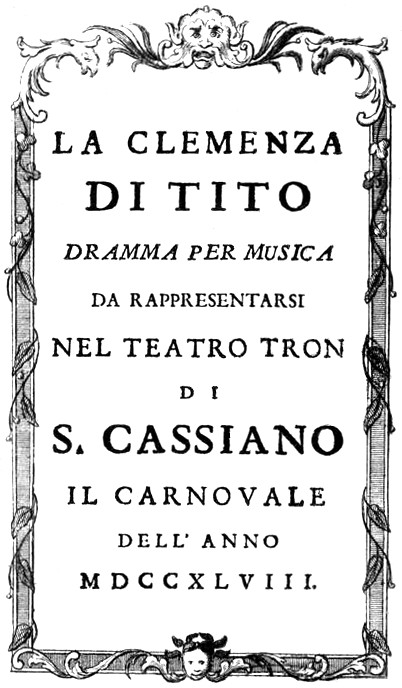
Frontespizio de La clemenza di Tito, musicato da Antonio Gaetano Pampani (1748)

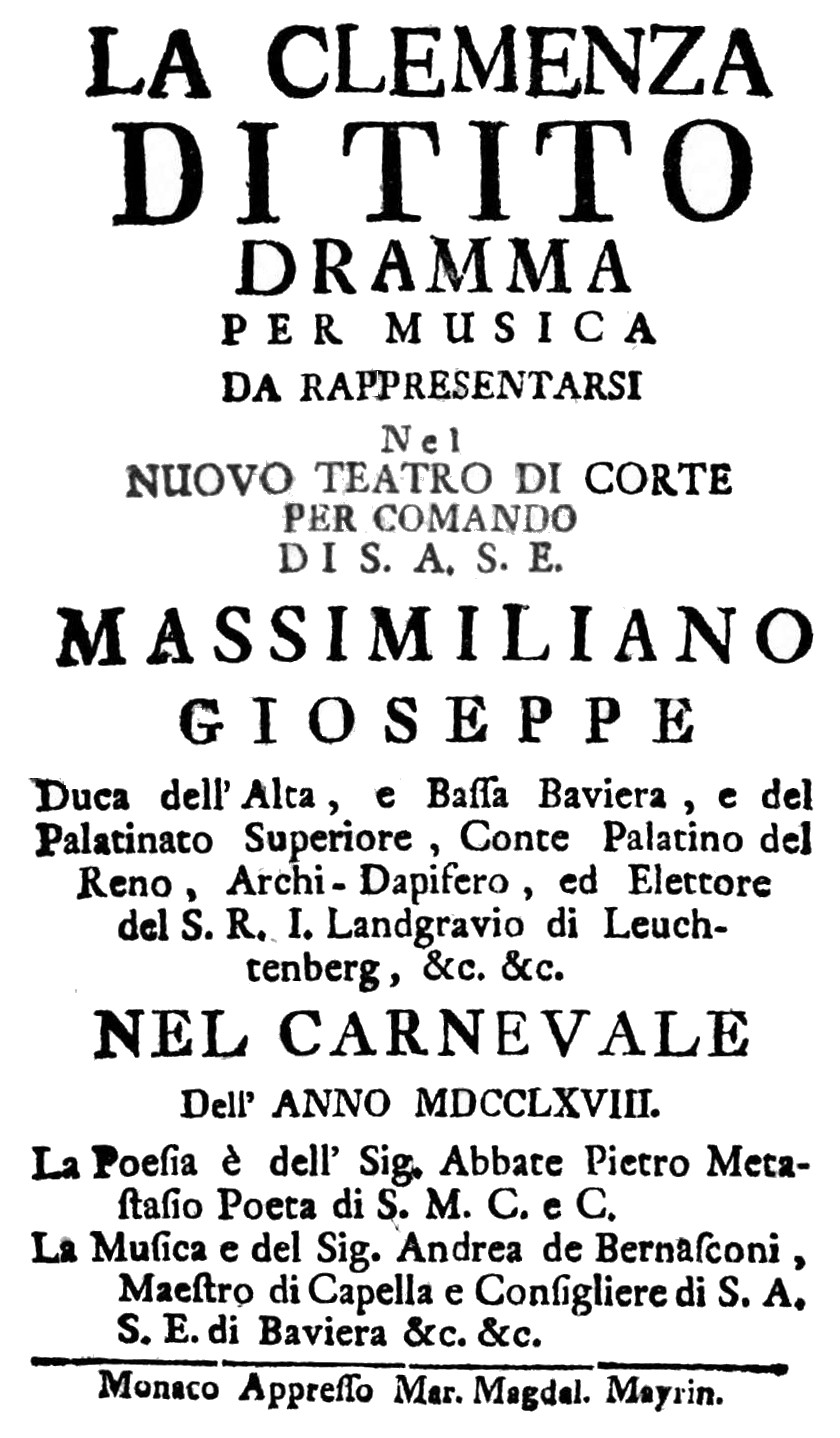
Frontespizio de La clemenza di Tito, musicato da Andrea Bernasconi (1768)

## Trama

### Atto I
L'azione si svolge a Roma, nell'appartamento, con vista sul Tevere, di Vitellia, figlia dell'ex imperatore Vitellio. Poiché Tito, acclamato imperatore, deve sposarsi, Vitellia ritiene che la moglie del nuovo imperatore debba essere lei. Poiché sa che Tito è invaghito di Berenice, una principessa straniera, Vitellia organizza una congiura per uccidere l'imperatore e cerca di coinvolgervi Sesto. Sesto, che di Tito è amico, sa che Tito è innocente e generoso, ma non può dire di no a Vitellia, di cui è innamorato, e pertanto accetta con riluttanza di indossare il segno dei congiurati: un nastro vermiglio sul braccio destro. Giunge Annio e annuncia ai due che Tito ha rinunciato all'amore di Berenice per non scontentare i suoi sudditi. Annio, a sua volta, è innamorato di Servilla, sorella di Sesto, e attende l'approvazione dell'imperatore per sposarla.
Davanti all'atrio del tempio di Giove Statore, luogo noto per le adunanze del Senato, sono presenti sia nobili romani radunati per celebrare l'imperatore sia gli inviati dei paesi conquistati venuti per pagare il tributo annuale. Giunge Tito; la folla lo acclama «padre della patria» e vorrebbe dedicargli un tempio. Tito afferma di esser lieto del titolo di «padre», ma rifiuta gli onori divini e chiede che il denaro offerto per la costruzione del tempio sia devoluto alle vittime della recente eruzione del Vesuvio. Andata via la folla, e rimasto con i suoi amici Sesto e Annio, Tito dice loro di aver deciso di sposare una ragazza romana, come desidera il popolo, e di aver scelto Servilia, la sorella di Sesto; prega perciò Annio di informare la promessa sposa.
Nel soggiorno imperiale sul colle Palatino, il prefetto del pretorio Publio porge a Tito la lista degli oppositori politici perché siano puniti. Tito dice a Publio che questa usanza deve essere finalmente abolita. Giunge Servilia la quale comunica a Tito di essere onorata per la sua proposta di matrimonio, ma che è innamorata di Annio e vuole restargli fedele. Tito si dichiara lieto che qualcuno finalmente sia stato sincero con lui e che preferisce ascoltare una verità, anche se dolorosa, anziché una piacevole falsità.
Andato via Tito, giunge Vitellia che fa i complimenti a Servilia come futura imperatrice. Servilia lascia Vitellia all'oscuro del suo rifiuto e va via. Vitellia è comunque offesa per la scelta di Tito e chiede conto a Sesto dei ritardi nella congiura per l'uccisione dell'imperatore. Sesto assicura Vitellia che ucciderà di persona Tito; poi si allontana. Giunge Publio il quale informa Vitellia che Tito ha finalmente scelto lei come moglie. Per fermare la congiura, Vitellia chiede a Publio di cercare Sesto e mandarlo immediatamente da lei.

### Atto II
Sesto, col contrassegno dei congiurati sulla veste, osserva preoccupato i segni della rivolta; i congiurati, guidati da Lentulo, hanno già dato fuoco al Campidoglio. Sesto, che in linea di principio è disposto a partecipare, vorrebbe tuttavia salvare Tito; cerca pertanto di andare dall'imperatore, ma deve fermarsi per il sopraggiungere prima di Annio e poi di Servilia e di Publio. Annio è preoccupato per il comportamento di Sesto: quando Sesto va via, Annio chiede a Publio di accompagnare Servilia a casa e si mette sulle tracce di Sesto per eventualmente aiutarlo.
Sesto raggiunge Vitellia e le riferisce che la rivolta è iniziata e che Tito è morto: un cospiratore lo ha pugnalato alle spalle ed è poi fuggito; Sesto ha tirato fuori il pugnale dal corpo macchiando così la propria veste col sangue dell'imperatore. Vitellia, che ha perso l'occasione di poter sposare l'imperatore, insulta Sesto per aver preso parte alla congiura. Rimasto solo, Sesto, sconcertato per il mutato comportamento della donna e oppresso da sentimenti di colpa per la morte di Tito, sguaina la spada per uccidersi. Sopraggiunge Annio che riferisce a Sesto che Tito vuole vederlo. Sesto apprende da Annio che Tito non è mai stato ferito; evidentemente Sesto si è sbagliato quando ha visto l'imperatore pugnalato. Sesto confessa ad Annio di essere stato uno dei cospiratori e gli dice di voler lasciare il paese. Annio lo tranquillizza e gli consiglia di recarsi da Tito: nessuno sa della sua partecipazione alla congiura; Sesto deve tacere e comportarsi lealmente in avvenire. Poiché la veste di Sesto è ancora imbrattata di sangue, Annio indossa quella di Sesto e gli fa indossare la sua.
Nei giardini dell'imperatore Servilia informa Tito della cospirazione: Lentulo, a capo di essa, dopo aver dato fuoco al Campidoglio, aveva indossato gli abiti imperiali, ma era stato scambiato per Tito da uno dei congiurati, il quale lo aveva ucciso con un pugnale. Servilia rivela a Tito anche quale fosse il segno di riconoscimento dei cospiratori. Sopraggiunge Sesto e Tito si lamenta con l'amico per l'ingratitudine dei Romani, che sembrano odiarlo nonostante il suo comportamento mite e generoso. Sesto si accinge a confessare a Tito la sua partecipazione alla congiura, ma sopraggiunge Vitellia, che gli impedisce di parlare. Giunge poi anche Annio, il quale indossa la veste di Sesto con il contrassegno dei congiurati. Tito lo nota e gli chiede spiegazioni. Annio, che non vuol tradire Sesto, non può spiegare l'equivoco. Sesto si accinge a confessare; ma, prima che possa dire qualcosa, Vitellia interviene a chiedere a Tito grazia per Annio e per i congiurati. Tito va via; Servilia, che crede Annio colpevole, rompe il fidanzamento indignata. Annio chiede a Sesto di discolparlo: affronterebbe con coraggio qualsiasi punizione tranne la perdita della persona amata. Sesto però non può parlare per non tradire Vitellia. Giunge Publio il quale arresta Sesto: Lentulo non è morto, ha confessato e ha indicato Sesto come uno dei congiurati.

### Atto III
La scena iniziale si svolge in una stanza chiusa con porte, una sedia e uno scrittoio. Tito attende con Publio il risultato dell'interrogatorio di Sesto. Publio riferisce che Sesto è stato ritenuto colpevole e condannato, con gli altri cospiratori, a un combattimento nell'anfiteatro con gli animali selvatici; Tito deve ora firmare la sentenza. Tito esita a firmare la condanna e ordina che gli sia portato Sesto a cui vuol chiedere le ragioni del tradimento. Davanti a Tito, Sesto scoppia in lacrime, afferma di essere a conoscenza di tutti i meriti dell'imperatore e chiede per sé la morte, ma non può dare alcuna spiegazione per il suo comportamento poiché non può tradire una persona cara. Tito è furioso e fa portar via il condannato; poi, rimasto solo, Tito strappa la condanna a morte: «Se accusarmi il mondo / Vuol pur di qualche errore, / M'accusi di pietà, non di rigore».
Publio si appresta a recarsi da Tito per accompagnarlo all'anfiteatro. Lo incontra Vitellia che gli chiede informazioni sulla sorte di Sesto. Publio l'informa della condanna e del colloquio intercorso fra Sesto e Tito di cui tuttavia non conosce l'esito. Vitellia teme che Sesto abbia confessato anche la partecipazione di lei nella congiura e si pente di non aver confessato a Tito la verità. Giunge Servilia la quale chiede a Vitellia di implorare anche lei, come promessa sposa di Tito, la grazia per Sesto. Comprendendo che Sesto ha taciuto per amor suo, Vitellia decide di salvarlo confessando a Tito le sue colpe.
Nell'anfiteatro, Tito vi giunge accompagnato da consiglieri e patrizi romani e seguito dai pretoriani. Annio e Servilia chiedono a Tito la grazia per Sesto. Giunge però Vitellia la quale si inginocchia davanti a Tito e gli confessa di essere solo lei responsabile della congiura, ordita perché riteneva che l'imperatore le avesse preferito come sposa Berenice o Servilia. Tito perdona allora tutti; scioglie Vitellia dalla promessa nuziale permettendole di sposare Sesto.

## Critica
Il dramma fu rappresentato in occasione dell'onomastico dell'imperatore Carlo VI; Metastasio, poeta cesareo a Vienna fin dal 1730, intendeva esaltare con questo dramma didascalico a lieto fine l'imperatore absburgico paragonandolo a Tito, imperatore romano "clemente" perché disposto sempre a perdonare coloro che congiuravano contro di lui.
Nonostante il successo, questo dramma è considerato fra i meno felici del Metastasio. Ferrigni osserva che «la comicità involontaria delle situazioni e il capriccio dei sentimenti superano in quest'opera la virtuosità metrica del poeta».

## Opere liriche
| N  | Anno | Autore                      | Wikilink                                | Città della prima |
| -- | ---- | --------------------------- | --------------------------------------- | ----------------- |
| 1  | 1734 | Antonio Caldara             | La clemenza di Tito (Caldara)           | Vienna            |
| 2  | 1735 | Leonardo Leo                | La clemenza di Tito (Leo)               | Venezia           |
| 3  | 1735 | Johann Adolph Hasse         | La clemenza di Tito (o Tito Vespasiano) | Pesaro            |
| 4  | 1736 | Pietro Vincenzo Ciocchetti  | La clemenza di Tito (Ciocchetti)        | Genova            |
| 5  | 1737 | Francesco Maria Veracini    | La clemenza di Tito (Veracini)          | Londra            |
| 6  | 1737 | Giovanni Maria Marchi       | La clemenza di Tito (Marchi)            | Milano            |
| 7  | 1738 | Giuseppe Arena              | La clemenza di Tito (Arena)             | Torino            |
| 8  | 1738 | Johann Adolph Hasse         | La clemenza di Tito (Hasse)             | Dresda            |
| 9  | 1745 | Georg Christoph Wagenseil   | La clemenza di Tito (Wagenseil)         | Vienna            |
| 10 | 1746 | Gennaro Manna               | La clemenza di Tito (Manna)             | Messina           |
| 11 | 1747 | Francesco Corradini         | La clemenza di Tito (Corradini)         | Madrid            |
| 12 | 1747 | Giovanni Battista Mele      | La clemenza di Tito (Mele)              | Madrid            |
| 13 | 1747 | Placido Camerloher          | La clemenza di Tito (Camerloher)        | Monaco di Baviera |
| 14 | 1747 | Francesco Corselli          | La clemenza di Tito (Corselli)          | Madrid            |
| 15 | 1748 | Carlo Luigi Pietragrua      | La clemenza di Tito (Pietragrua)        | Mannheim          |
| 16 | 1748 | Antonio Gaetano Pampani     | La clemenza di Tito (Pampani)           | Venezia           |
| 17 | 1749 | David Pérez                 | La clemenza di Tito (Pérez)             | Napoli            |
| 18 | 1751 | Francesco Araja             | La clemenza di Tito (Araja)             | San Pietroburgo   |
| 19 | 1752 | Christoph Willibald Gluck   | La clemenza di Tito (Gluck)             | Napoli            |
| 20 | 1753 | Andrea Adolfati             | La clemenza di Tito (Adolfati)          | Vienna            |
| 21 | 1753 | Niccolò Jommelli            | La clemenza di Tito (Jommelli)          | Stoccarda         |
| 22 | 1753 | Michelangelo Valentini      | La clemenza di Tito (Valentini)         | Bologna           |
| 23 | 1755 | Antonio Maria Mazzoni       | La clemenza di Tito (Mazzoni)           | Lisbona           |
| 24 | 1756 | Vincenzo Legrenzio Ciampi   | La clemenza di Tito (Ciampi)            | Venezia           |
| 25 | 1757 | Ignaz Holzbauer             | La clemenza di Tito (Holzbauer)         | Mannheim          |
| 26 | 1757 | Giuseppe Scarlatti          | La clemenza di Tito (Scarlatti)         | Venezia           |
| 27 | 1759 | Johann Adolph Hasse         | La clemenza di Tito (Hasse)             | Napoli            |
| 28 | 1759 | Baldassare Galuppi          | La clemenza di Tito (Galuppi)           | Torino            |
| 29 | 1760 | Gioacchino Cocchi           | La clemenza di Tito (Cocchi)            | Londra            |
| 30 | 1765 | Niccolò Jommelli            | La clemenza di Tito (Jommelli)          | Ludwigsburg       |
| 31 | 1766 | Ignazio Platania            | La clemenza di Tito (Platania)          | Milano            |
| 32 | 1768 | Andrea Bernasconi           | La clemenza di Tito (Bernasconi)        | Monaco di Baviera |
| 33 | 1768 | Michelangelo Valentini      | La clemenza di Tito (Valentini)         | Modena            |
| 34 | 1769 | Pasquale Anfossi            | La clemenza di Tito (Anfossi)           | Roma              |
| 35 | 1769 | Johann Gottlieb Naumann     | La clemenza di Tito (Naumann)           | Dresda            |
| 36 | 1771 | Giuseppe Sarti              | La clemenza di Tito (Sarti)             | Padova            |
| 37 | 1771 | Niccolò Jommelli            | La clemenza di Tito (Jommelli)          | Lisbona           |
| 38 | 1773 | Josef Mysliveček            | La clemenza di Tito (Myslivecek)        | Venezia           |
| 39 | 1785 | Pietro Alessandro Guglielmi | La clemenza di Tito (Guglielmi)         | Torino            |
| 40 | 1787 | David August von Apell      | La clemenza di Tito (Apell)             | Kassel            |
| 41 | 1791 | Wolfgang Amadeus Mozart     | La clemenza di Tito (Mozart)            | Praga             |
| 42 | 1797 | Bernardo Ottani             | La clemenza di Tito (Ottani)            | Torino            |
| 43 | 1797 | Giuseppe Nicolini           | La clemenza di Tito (Nicolini)          | Livorno           |
| 44 | 1802 | Antonio Del Fante           | La clemenza di Tito (Fante)             | Firenze           |
| 45 | 1832 | Nikolaos Mantzaros          | La clemenza di Tito (Mantzaros)         | Corfù             |